# Vilar Formoso
Vilar Formoso – miejscowość w Portugalii przy granicy z Hiszpanią, w regionie Guarda, prowincja Almeida, 2481 mieszkańców (w 2001), 15,63 km².
Przez Vilar Formoso przebiega linia kolejowa łącząca Portugalię z Hiszpanią, a także europejska trasa międzynarodowa E80, zaczyna się tu również portugalska autostrada IP-5 (A-25).